# Relations entre l'Afrique du Sud et Israël
Les relations entre l'Afrique du Sud et Israël font référence aux relations diplomatiques entre l'Afrique du Sud (dominion puis république) et l'État d'Israël. Les deux pays sont membres des Nations unies. Durant l'époque de l'apartheid en Afrique du Sud (1948-1991), les deux États entretenaient une étroite coopération, qui atteindra son paroxysme dans les années 1980, alors qu'un embargo international avait été voté par l'ONU en 1977, et malgré la condamnation officielle du système ségrégationniste par Israël, qui s'était jointe aux sanctions de l'ONU.
Depuis les années 1990 et la fin de l'Apartheid en Afrique du Sud, leurs relations se sont fortement détériorées, et la position de l'Afrique du Sud penche davantage en faveur des palestiniens. L'Afrique du sud accuse Israël de pratiquer un régime de ségrégation entre israéliens et palestiniens des territoires occupés, qui fait régulièrement l'objet de comparaisons avec l'ancien régime de ségrégation institutionnalisée en Afrique du Sud.
Pendant la guerre à Gaza depuis 2023, l'Afrique du Sud a poursuivi Israël devant la Cour Pénale Internationale, l'accusant de génocide à l'encontre des palestiniens, en violation de la Convention sur le génocide. Israël dispose actuellement d'une ambassade à Pretoria et d'un bureau commercial à Johannesburg,, tandis que l'Afrique du Sud possède une ambassade à Tel-Aviv.

## Chronologie des relations

### Premières années après la création d'Israël
En 1947, l'Union d'Afrique du Sud fait partie des 33 États votant en faveur du plan de partage de la Palestine des Nations unies, recommandant la création d'un État juif en Palestine. Le 24 mai 1948, neuf jours après la déclaration d'indépendance d'Israël, le gouvernement sud-africain de Jan Smuts, un partisan de longue date du sionisme, accorde de facto une reconnaissance à l'État d'Israël. L'Afrique du Sud est la septième nation à reconnaître le nouvel État juif.

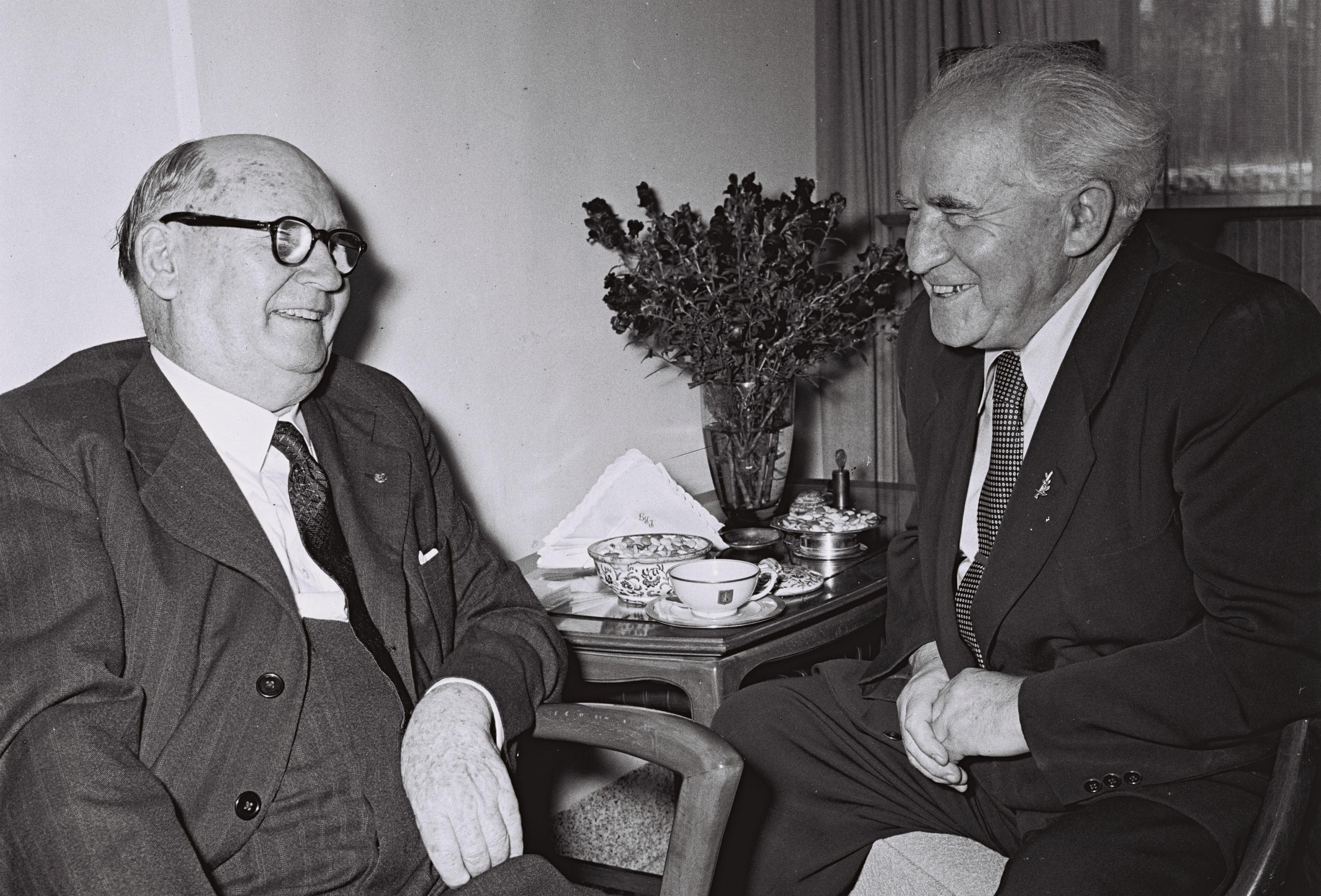
Le Premier ministre israélien David Ben-Gourion recevant en 1953 à Tel Aviv son homologue de l'Union d'Afrique du Sud Daniel François Malan.

Les relations diplomatiques entre Israël et l'Afrique du Sud sont officiellement établies en 1949, quand Israël a établi un consulat général à Pretoria. Le Premier ministre sud-africain Daniel François Malan se rend pour la première fois en Israël en 1953 et rencontre son homologue israélien David Ben-Gourion.

### Coopération stratégique de 1967 à 1987
En 1967, la victoire rapide d'Israël dans la guerre des Six Jours de 1967 avec son occupation de la Cisjordanie, de Gaza, et du Sinaï, suivie six ans plus tard par la Guerre du Kippour, aliène fortement ses relations avec la plupart des pays africains. Dans le même temps, en Afrique du Sud, Israël est devenu l'objet d'une admiration généralisée pour les populations blanches, en particulier parmi les dirigeants politiques et militaires du pays. En 1973, les seuls pays africains à garder des relations diplomatiques avec Israël sont le Malawi, le Botswana, le Swaziland, le Lesotho et l’Afrique du Sud.
Le gouvernement de John Vorster autorisa les volontaires civils et paramilitaires sud-africains à se rendre en Israël et autorisa l'expansion de la collecte et l'organisation de fonds sionistes en Afrique du Sud. Des efforts furent faits, en particulier du côté sud-africain, pour renforcer les échanges commerciaux et les contacts, facilités par une Ligue d'amitié israélo-sud-africaine et une Association commerciale israélo-sud-africaine, toutes deux créées en 1968.
Néanmoins, Israël dénonce officiellement le système de ségrégation raciale en Afrique du Sud sur la scène internationale, tout en entretenant une collaboration secrète avec le gouvernement sud-africain. L'ambivalence de l'État hébreu serait allée jusqu'à une brève collaboration entre le Mossad et l'opposant et futur président sud-africain Nelson Mandela en Éthiopie. 
Après la guerre du Kippour en 1973 et les émeutes de Soweto en 1976, les deux gouvernements étaient impopulaires dans le monde entier. Israël chercha à nouer des liens plus étroits avec l'Afrique du Sud, principalement dans le commerce et la vente d'armes, y compris après le vote aux Nations Unies d'un embargo international contre l'Afrique du Sud en 1977, restant seule avec les dictatures militaires d'Augusto Pinochet au Chili et Stroessner au Paraguay à maintenir des relations diplomatiques,,. Cette politique aurait permis de soutenir la politique américaine d'endiguement en Afrique, et d'utiliser Israël « comme un conduit clandestin vers l'Afrique du Sud » dans un contexte de condamnation publique et internationale croissante du régime sud-africain. Alors qu'Israël soutient officiellement cet embargo, le maintien de ses relations économiques et commerciales avec le gouvernement sud-africain, achève d’alimenter les hostilités entre Tel Aviv et la plupart des pays africains.
Cependant, la majorité des représentants du gouvernement, dirigée par le ministre de la Défense Yitzhak Rabin, souhaitaient maintenir le statu quo avec l'Afrique du Sud et rendre leur relation encore plus secrète. Le ministre des Affaires étrangères, Shimon Peres, adopte une position intermédiaire, affirmant qu'Israël ne mènera pas de politique contre l'Afrique du Sud, mais qu'il suivrait l'approche adoptée par les États-Unis et l'Europe occidentale.

### Fin de la guerre froide et du système de l’apartheid en Afrique du Sud
En février 1990, le président sud-africain Frederik De Klerk libère Nelson Mandela, lève l'interdiction du congrès national africain et annonce le début de négociations constitutionnelles. Le 30 juin 1991, les dernières lois de l'apartheid sont abolies. Quelques jours plus tard, le 14 juillet 1991, quatre jours après que les États-Unis ont pris des mesures pour mettre fin à leurs sanctions économiques et culturelles contre l'Afrique du Sud, Israël lève également ses sanctions.
En novembre 1991, le président sud-africain De Klerk (qui recevra le prix Nobel de la paix avec Nelson Mandela en 1993 pour son engagement pour mettre fin à l’apartheid) se rend en Israël. Le Premier ministre israélien Yitzhak Shamir lui affirme  qu'Israël n'envisage nullement de faire « des concessions territoriales » concernant les régions arabes occupées lors de la guerre de juin 1967.
À partir des années 1990, si les relations bilatérales se poursuivent, les condamnations d'un pays envers l'autre pour racisme d'État changent de sens. C'est désormais Israël qui est le pays le plus ciblé par les condamnations internationales auxquelles l'Afrique du Sud prend part, en raison de son traitement des palestiniens.
Le  4 décembre 1997, le président sud-africain Nelson Mandela, premier président noir du pays élu en 1994, déclare lors de la journée de solidarité internationale au peuple palestinien:  « Nous savons que notre liberté est incomplète sans la liberté des palestiniens ».
Deux ans plus tard, Nelson Mandela se rend pour la première fois en Israël et dans les territoires palestiniens à la fin de son mandat, visite les territoires palestiniens occupés, et exhorte les palestiniens à ne pas se décourager dans leur lutte. Il déclare notamment, en présence de Yasser Arafat : « Nous avons connu, nous aussi, des jours terribles, le sacrifice de camarades, et de fortes frustrations ».

## Relations contemporaines
Depuis la fin de l'apartheid en Afrique du Sud, le traumatisme subi par la population sud-africaine à l'époque de ce système ségrégationniste en fait un fer de lance de la lutte internationale pour la liberté et les droits des palestiniens.
En 2001, lors de la conférence de Durban contre le racisme, les pays africains et arabes condamnent la politique menée dans les territoires occupés. En 2009 ils soutiennent la commission d’enquête de l’ONU, présidée par le juge sud-africain Richard J. Goldstone, accusant Israël d’avoir commis des crimes dans la bande de Gaza, lors de la guerre de 2008-2009'.
En avril 2019, la ministre des Affaires étrangères sud-africaine, Lindiwe Sisulu, annonce l'abaissement de niveau de représentation diplomatique entre l'Afrique du Sud et Israël, après la mort de 52 palestiniens lors de manifestations contre le transfert de l’ambassade américaine à Jérusalem. L'ambassade d’Afrique du Sud en Israël devient un simple bureau de liaison, sans mandat politique ou commercial.
Le 6 novembre 2023, l'Afrique du Sud a décidé de rappeler ses diplomates postés en Israël, l'Afrique du Sud critique des “remarques désobligeantes” de l’ambassadeur d'Israël en poste en Afrique du Sud.
Le 20 novembre 2023, Pretoria appelle la Cour pénale internationale (CPI) à arrêter le Premier ministre israélien, Benjamin Nétanyahou, tandis qu'Israël rappelle son ambassadeur en Afrique du Sud Eli Belotserkovsky pour consultations. Le lendemain, le Parlement sud-africain vote en faveur de la fermeture de l’ambassade israélienne à Pretoria. 

### Convention contre le génocide
Le 29 décembre 2023, l'Afrique du Sud dépose une demande devant la Cour pénale internationale (CPI) pour une mesure de protection de la bande de Gaza.

## Domaines de coopération

### Relations commerciales
À partir des années 1970, le commerce a été un facteur de rapprochement important entre les deux états. Alors que les deux pays étaient isolés sur la scène internationale, leurs besoins se révèlent complémentaires. Israël produisait des armes et recherchait des marchés pour les vendre, tandis que l’Afrique du Sud recelait des minerais essentiels pour Israël, notamment du charbon, du chrome et de l'uranium dont elle fournira 500 tonnes à l’État hébreu en 1976.

### Coopération militaire
Le programme nucléaire israélien a probablement été développé en partenariat avec l'Afrique du Sud. Des révélations de l'ancien ministre sud-africain Aziz Pahad publiées en 1997, évoquent un essai nucléaire effectué par Israël au dessus de l'océan Indien le 22 septembre 1979, avec la participation de l'Afrique du Sud.

## Israël et l'analogie de l'apartheid
En juillet 2015, onze chercheurs spécialistes de l’Afrique et sa diaspora publient une étude sur l’analogie entre l’apartheid en Afrique du Sud d’hier et la situation qui prévaut entre Israël et la Palestine aujourd’hui.
Cette réflexion s’inscrit dans le débat intense sur les relations entre Israël et la Palestine en cours dans l’université en Amérique du Nord comme en Afrique du Sud et pousse certains à préconiser une campagne non-violente internationale de boycott, de désinvestissement et voire de sanctions contre Israël.